# Out of the Dark (film, 1995)
Pour les articles homonymes, voir Out of the Dark.
Pour plus de détails, voir Fiche technique et Distribution.
Out of the Dark (回魂夜, Wui Wan Yeh) est une comédie hongkongaise écrite et réalisée par Jeffrey Lau et sortie en 1995.
Elle totalise 16 281 325 HK$ de recettes à Hong Kong.

## Synopsis
Dans une résidence hantée par des fantômes, Léon (Stephen Chow), un tueur échappé d'un asile psychiatrique, et Ah Qun (Karen Mok), une jeune fille marginale, s'allient aux vigiles pour combattre le mal.

## Fiche technique
- Titre anglais : Out of the Dark
- Titre original : 回魂夜, Wui Wan Yeh
- Réalisation : Jeffrey Lau
- Scénario : Jeffrey Lau
- Production : Mona Fong
- Musique : Wai Lap Wu
- Photographie : Chi Wai Wong
- Montage : Kai Kit-Wai
- Date de sortie : 6 juillet 1995 à  Hong Kong

## Distribution
- Stephen Chow : Léon
- Karen Mok : Ah Qun
- Chi Fai Chow : M. Li
- Woon Ling Hau : La mère de Li
- Dip Heung : Chang
- Si Man Hui : Mme Zhang
- Lam Suet : Eatery Worker
- Kin-Yan Lee : Fat Cat
- Lee Lik-chi : un vigile
- Bryan Leung : Wu
- Hung Lu : Capitaine Lu
- Bruce Mang : Ming
- Tam Suk-Mui : Mme Li
- Wong Chi-yin : Keung
- Wong Hei-Yeung
- Wong Yat-fei : Tieh Dan

## Inspiration
Les personnages de Léon et Ah Qun sont clairement inspirés des personnages de Léon et Mathilda du film Léon (1994), tous deux reprenant de façon fidèle l'accoutrement des personnages du film de Luc Besson.[réf. nécessaire]